# Rosemarkie
Rosemarkie est une ville de la côte sud-ouest de la péninsule de Black Isle au nord de l'Écosse.

## Géographie
Rosemarkie est situé à 0,4 km de la ville de Fortrose. Ces deux villes forment le burgh royal de Fortrose et Rosemarkie, et sont situées approximativement à 19 km au nord-est d'Inverness.
Rosemarkie fait face à une large baie, avec une vue sur Fort George et la côte du Moray de l'autre côté du Moray Firth. À l'extrémité de la plage vers Fortrose se trouve Chanonry Point, qui a la réputation d'être un des meilleurs sites pour observer les dauphins au Royaume-Uni. 
Rosemarkie est lié à Inverness par des bus assez irréguliers, du Stagecoach Group.